# II-81
De II-81 is een nationale weg van de tweede klasse in Bulgarije. De weg loopt van Lom via Montana naar Sofia. De II-81 is 147 kilometer lang.